# Municipio de Patoka (condado de Dubois)
El municipio de Patoka es un municipio del condado de Dubois, Indiana, Estados Unidos. Tiene una población estimada, a mediados de 2023, de 7884 habitantes.

## Geografía
Está ubicado en las coordenadas 38°18′10″N 86°58′52″O / 38.30278, -86.98111. Según la Oficina del Censo, tiene una superficie total de 103.15 km², de los cuales 101.69 km² corresponden a tierra firme y 1.46 km² están cubiertos de agua.
El lago Knebel es parte del territorio.

## Demografía
Según el censo de 2020, en ese momento había 7798 personas residiendo en la zona. La densidad de población era de 76.68 hab./km². El 76.9 % de los habitantes eran blancos, el 0.8 % eran afroamericanos, el 0.7 % eran amerindios, el 0.4 % eran asiáticos, el 14.2 % eran de otras razas y el 7.0 % eran de una mezcla de razas. Del total de la población, el 22.2 % eran hispanos o latinos de cualquier raza.

## Localidades
- Huntingburg